# Markus Rautio

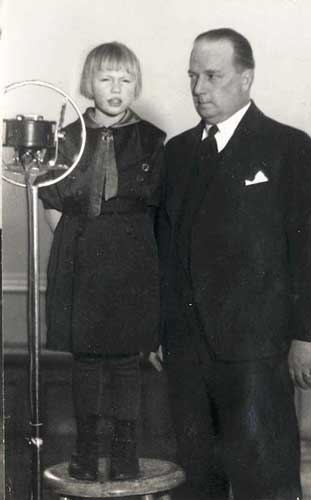
Rautio en un programa infantil radiofónico en 1936

Markus Rautio (17 de mayo de 1891 – 14 de febrero de 1973) fue un periodista y locutor finlandés, activo como tal en la emisora Yleisradio, de la cual llegó a ser director del departamento de radioteatro. También conocido como Tío Markus (Markus-setä), es sobre todo recordado por su trabajo en el programa radiofónico infantil Lastentunti, emitido en finés y sueco entre 1926 y 1956.

## Biografía
Su nombre completo era Eino Markus Rautio, y nació en Helsinki, Finlandia, siendo sus padres Katri Rautio (nacida Bengtson) y Alex Rautio. Inició su carrera como locutor radiofónico en diciembre de 1926. Anteriormente había sido actor teatral en el Teatro Nacional de Finlandia, el Kansan näyttämö de Helsinki, y el Työväen Teatteri de Tampere, y en 1924 había estudiado dirección cinematográfica en Hollywood. A su regreso de Estados Unidos, pasó un tiempo trabajando para la productora Suomi-Filmi. En 1927 Markus creaba una leyenda según el cual La colina de la Oreja (Korvatunturi) es un lugar que escucha los deseos de niños en las cartas al Papa Noel.
Alexis af Enehjelm lo contrató en 1926 para trabajar en Yleisradio, donde alcanzó fama gracias a su trabajo en el programa infantil Lastentunti, en el cual era conocido como el Tío Markus.
Gracias a su trayectoria Markus Rautio recibió un premio de la Fundación Cultural Finlandesa (Suomen Kulttuurirahasto) en 1958. Además, recibió el título de Consejero de Teatro otorgado por el presidente de la República en el año 1967.
Markus Rautio falleció en Helsinki en el año 1973. Fue enterrado en el Cementerio de Hietaniemi.

## Obras
- Otava, ed. (1929). Broadwaylta ja Hollywoodista. Helsinki.
- Otava, ed. (1957). Markus-setä muistelee. Helsinki.